# Мумба – Сідней (етанопровід)
Етанопровід Мумба — Сідней — газогін для транспортування етану з родовищ басейну Купера у штаті Південна Австралія до нафтохімічного комплексу, розташованого біля Порт Ботані у Новому Південному Уельсі.

## Опис
Трубопровід довжиною 1375 км та діаметром 219 мм завершили у 1996 році. Спорудження об'єкту було полегшене домовленістю про його прокладання в одному коридорі з газопроводом Мумба – Сідней, за виключенням останніх 40 км маршруту, на яких етанопровід перетинає сіднейську індустріальну зону. На трасі за допомогою технології спрямованого горизонтального буріння споруджено 24 тунелі для пропуску етанопроводу, у тому числі під Сіднейським аеропортом. У Булла-Парк побудована проміжна насосна станція, що забезпечує прокачування до 350 000 тон на рік.
Стабільність поставок забезпечує підземне сховище газу Мумба, особливістю якого є те, що на додачу до товарного газу (метанова фракція) воно може зберігати етан.
Трубопровід транспортує ресурс до єдиного споживача —  заводу компанії Qenos, який до появи доступу до етану використовував для виробництва етилену та пропілену легкі фракції нафти (отримані від австралійських НПЗ або імпортовані) та попутний нафтовий газ. Використання етану розширило місцеву сировинну базу виробництва та дозволило зменшити витрати палива і викиди вуглекислого газу.
Передумовою для спорудження трубопроводу стала досягнута у 1994 році угода з компанією Santos, що займається розробкою родовищ басейну Купера.